# Маврикіанська медаль

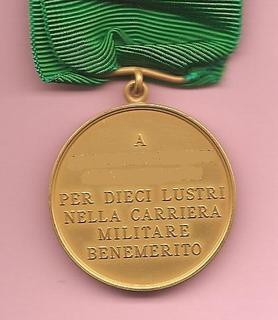
Зворотній бік медалі

Маврикіанська медаль заслуг за 10 п'ятиліть бездоганної військової кар'єри  (італ. Medaglia mauriziana al merito di dieci lustri di carriera militare) - італійська нагорода, що присвоюється за 50 років військової кар'єри.

## Історія
Маврикіанська медаль була заснована 19 лютого 1839 року королем Сардинського королівства Карлом Альбертом під назвою «Маврикіанська медаль заслуг за 10 п'ятиліть служби» (італ. Medaglia mauriziana pel merito militare di dieci lustri).
В королівстві Італія медаль була затверджена королівським декретом від 21 грудня 1924 року.
В Італійські республіці медаль була запроваджена законом №203 від 7 травня 1954 року (зі змінами, внесеними законом №1327 від 8 листопада 1956 року) з назвою «Маврикіанська медаль заслуг за 10 п'ятиліть бездоганної військової кар'єри».
Медаль, якою нагороджуються вищі офіцери, має діаметр 52 мм. Медаль, якою нагороджуються інші офіцери та сержанти, має діаметр 37 мм.

## Нагородження
Маврикіанською медаллю нагороджуються офіцери та сержанти (унтерофіцери) сухопутних військ, військово-морських та повітряних сили, Фінансової гвардії (італ. Guardia di Finanza) та Армії карабінерів.
Медаль присвоюється декретом Президента республіки за поданням міністра оборони (для нагородження військовослужбовців збройних сил), міністра внутрішніх справ (карабінери) та міністра фінансів (фінансова гвардія).